# Jan Ferdinand Schor
Jan Ferdinand Schor (nebo také Johann Ferdinand Schor) (24. června 1686 Innsbruck – 4. nebo 5. ledna 1767 Praha) byl rakouský malíř, inženýr a zahradní architekt působící v Čechách.
J. F. Schor studoval malířství v Římě u Carlo Maratta. V roce 1725 zažádal o místo profesora na stavovské inženýrské škole v Praze, kde se vyučovalo geometrii, fortifikaci, vodním stavbám a mechanice. Profesorskou stolici nejprve suploval a v roce 1731 ji po smrti profesora Willenberga získal. Na tomto místě působil až do své smrti. Pochován byl „s velkou poctou“ v pražském kostele svatého Jiljí.

## Dílo
- hlavní barokní oltář v kostele Panny Marie Vítězné v Praze
- stropní freska Vzestup Apollonův v Hudebním salónu v barokním letohrádku Vila Amerika v Praze
- nástěnné malby sálu starého proboštství v Praze na Vyšehradě
- fresky v kostele svatého Tomáše Becketa v Nové Cerekvi[2]
- zámecký anglický park v Dolní Lukavici
- Velký zámecký park a stropní freska Olymp učenců v Hořovicích
- zámecký park v Duchcově
- plán obnovy pražského židovského ghetta po velkém požáru
- návrh na splavnění a zmapování středního toku Vltavy včetně osobní účasti na odstřelování velkých balvanů pod hladinou
- vybudování dvou prvních plavebních komor v Čechách na Vltavě (Županovice v roce 1729  a brzy poté Modřany )

## Význam

### Ottův slovník naučný
Schor Johann Ferdinand, malíř a inženýr hydrotechnický (* 1686 v Inšpruku – † 1767 v Praze). Byl původně určen pro malířství; záhy dal mu jeho otec v tom přiměřené vzdělání, načež po jeho smrti byl poslán do Říma. Pobyv na to 3 léta v Tyrolsku, přišel do Prahy, kde zhotovil několik maleb, jmenovitě veliký obraz ve vápně v průčelí chrámu sv. Víta a plán na dohotovení chrámu tohoto. R. 1725 Schor započal svojí činnost hydrotechnickou, procestovalť poříčí Vltavy a zhotoviv plán a návrh, jak by se mohly písčíny a balvany z řeky odstraniti, se zdarem provedl pod vodou trhání skal. Tyto práce byly příčinou, že Schor obdržel r. 1726 místo professorské na stavovské škole inženýrské, kde až do r. 1734 věnoval se pracím regulačním. R. 1729 přišlo se s pracemi regulačními až do Kamýka a t. r. Schor vedl sám stavbu kamenné plavební komory v Županovicích. Za války r. 1740 Schor poslán byl se svými žáky na pražské hradby, kdež v kvapu učinil rozličná opatření k obraně města. Po obsazení Prahy od Bavorů a Francouzů unikl do tábora vévody Lotrinského a pomáhal mu radou při dobývání Prahy i později. R. 1744 Schor stál zase na hradbách pražských, opravoval je proti Prusům a byv vyslán, by v Litoměřicích vystavěl most, aby mohlo pomocné vojsko saské přejíti přes Labe, ač tam nebylo ani téměř nejpotřebnějších strojů, příprav a věcí – během 3 dnů tuto práci provedl, začež byl od stavův českých odměněn, pak pojištěn a vykázán mu byl plat professorský na čas života, kdežto dosavad se mu dočasně povoloval jen na 2 léta. R. 1749 nabízel mu kníže Václav z Liechtensteinu professuru na savojské akademii šlechtické ve Vídni, spojenou s hodností dělostřeleckého podplukovníka, avšak Schor návrh ten nepřijal, ale učinil plán, jak by se akademie ta měla zříditi, navrhl různé opravy při dělostřelectvu rakouském a vrátil se k bývalé své práci. Ještě r. 1756 opravil nebo nově založil hradby pražské a od té doby zůstal při své professuře a při pracích spojených s regulací Vltavy; jím dán byl stavbám vodním vědecký ráz, kdežto dříve prováděly se stavby vodní jen podle zkušeností a více z řemesla. Schor nedočkal se dokončení jim projektovaných a promyšlených staveb vodních. Fka.